# Gunnar Kärrholm
Nils Gunnar Kärrholm, född den 14 januari 1919 i Göteborg, död 17 juli 2006 i Göteborgs Vasa församling, var en svensk ingenjör och professor i byggnadskonstruktion vid Chalmers tekniska högskola.

## Biografi
Kärrholm disputerade 1956 på en avhandling om hållfasthetsanalys av betongkonstruktioner, och fick 1960 den nya professuren i byggnadskonstruktion vid Chalmers arkitektursektion. Ett uttalat syfte med professuren var att bättre integrera konstnärlig och teknisk gestaltning, vilket passade Kärrholm väl.
Bland projekt där Kärrholm medverkat kan nämnas: Scandinavium, Betlehemskyrkan i Göteborg samt betongskaltaket i Kortedalakyrkan.
Han medverkade även i flera övergripande utredningar om utvecklings- och forskningsbehov inom byggnads- och arkitekturutbildningen.
Gunnar Kärrholm var från 1946 gift med professor Marianne Kärrholm, född Hellsten, (1921–2018). De är gravsatta på Mariebergs kyrkogård i Göteborg.